# أوتو هوبر
أوتو هوبر (بالإنجليزية: Otto Huber)‏ هو لاعب كرة قاعدة أمريكي، ولد في 12 مارس 1914 في غارفيلد في الولايات المتحدة، وتوفي في 9 أبريل 1989 في باسيك في الولايات المتحدة.

## وصلات خارجية
- أوتو هوبر على موقعبيزبول رفرنس.كوم (الدوري الرئيسي) (الإنجليزية)
- أوتو هوبر على موقعبيزبول رفرنس.كوم (الدوري الثانوي) (الإنجليزية)